# Germaine Franco
Germaine Franco és una compositora de cinema nord-americana, directora d'orquestra, cantautora, arranjadora, productora discogràfica i percussionista. La seva feina compositiva ha estat guardonada amb un Grammy i amb una nominació als Oscars, entre d'altres premis. Les seves composicions més destacades són les bandes sonores d'Encanto (2020) i Coco (2017) -—és la primera dona en compondre la banda sonora d'un clàssic animat de Disney— i el recent i exitós llançament de Netflix, The Mother (2023)

## Assoliments
El seu extens currículum, juntament amb la seva curiositat i inventiva, l'ha convertit en una pionera. Franco va ser la primera llatina a guanyar un Grammy a la millor banda sonora per a mitjans visuals amb la seva partitura per a Encanto (2021), i la primera a rebre el premi Annie a l'Assoliment Destacat per la Música en una pel·lícula animada amb Coco l'any 2018. A més a més, Encanto va rebre una nominació als Oscars a la millor banda sonora original, un premi SCL a la millor banda sonora original per a una pel·lícula d'estudi, un premi Annie a la millor música en una pel·lícula, un premi Billboard Music i una nominació als premis World Soundtrack per a Compositor de l'Any el 2022. També és la primera llatina a ser nominada als Oscars a la millor banda sonora original, així com la primera a unir-se a la branca de música de l'Acadèmia de les Arts i les Ciències Cinematogràfiques. Recentment va col·laborar amb Netflix escrivint l'èxit aclaparador de The Mother, dirigida per Niki Caro. La pel·lícula és un dels llançaments més reeixits de Netflix fins a la data, arribant ser número u en 82 països d'arreu del món.
Altres bandes sonores de cinema i televisió a les quals Franco ha contribuït inclouen Tocar i parar (2018), Dope (2015), Vida (2018), Dora and the Lost City of Gold (2019) i Little (2019). La seva obra ha estat interpretada en sales de concerts com el Walt Disney Concert Hall amb Los Angeles Master Chorale, la Simfònica de Puerto Rico, l'Orquestra Simfònica de Dallas, l'Orquestra Simfònica Nacional i la Filharmònica de Chicago, entre d'altres.

## Biografia
Germaine Franco es va criar a El Paso, justament a la frontera amb Texas. Mentre que s'interessava per la música Mariachi i Jarocho que s'escoltava a casa seva, per altra banda també li cridaven l'atenció bandes de l'època com Steely Dan, Foreigner i Chicago, bandes que van servir d'inspiració a la petita Franco per començar a tocar instruments de percussió. Aquestes diverses influències marcarien per sempre els seu estil compositiu.
Franco va estudiar percussió i composició a la Shepherd School of Music, a la Universitat Rice a Houston, on va obtenir una llicenciatura el 1984 i el màster el 1987. Tot i que el seu desig inicial era ser intèrpret de percussió en orquestres. Aquesta vessant de la seva carrera la va portar a tocar a la Berlin Opera amb un grup anomenat Genesis Musicallis, també va tocar a la Philharmonie, a la Stouffville House amb una gran diversitat d'orquestres; fins i tot va viatjar a Itàlia i Spoleto com a intèrpret professional. Tot i així, sempre havia sentit el desig d'escriure la seva pròpia música; i així ho va començar a fer durant la seva estada a la Universitat. En un inici, les seves primeres composicions varen ser únicament arranjaments per diverses bandes per les que Franco va anar passant durant la seva etapa universitària, tot i que aviat va començar a tenir més ambicions. Per aquest motiu, va prendre la decisió de mudar-se a Los Angeles; es volia desenvolupar com a compositora autònoma. Les primeres feines que li van sorgir com a autònoma eren arranjaments teatrals, on també duia a terme la tasca de directora musical; tot i així, mai va deixar de banda la interpretació, pel que seguia tocant amb la seva banda.
Aquest camí aviat la va portar a rebre el seu primer treball component música per una pel·lícula. Al principi varen ser pel·lícules de cinema independent i alguns shows de televisió. El punt d'inflexió va ser en conèixer i treballar d'assistent amb John Powell. Va ser el seu mentor i company de feina durant molts anys; entre altres coses, amb Powell va aprendre a optimitzar el temps, a programar, a orquestrar, a produir, etc. Així és com Franco va anar fent-se un lloc al mercat compositiu de Hollywood, treballant molt dur amb Powell mentre anava desenvolupant les seves pròpies obres en paral·lel. Des de llavors, ha esdevingut una compositora d'èxit i reconeguda, contribuint a les bandes sonores de diverses pel·lícules i projectes.

## Projectes
| Any  | Títol                                          | Director/a                                    | Notes |
| ---- | ---------------------------------------------- | --------------------------------------------- | --- |
| 2007 | 3 Américas                                     | Cristina Kotz Cornejo                         | |
| 2009 | Entre Nos                                      | Paola Mendoza and Gloria La Morte             | |
| 2009 | A Crushing Love                                | Sylvia Morales                                | |
| 2010 | Visions of Aztlan                              | Jesus Salvador Treviño                        | |
| 2012 | Margarita                                      | Dominique Cardona Laurie Colbert              | |
| 2013 | Living on One Dollar                           | Zach Ingrasci, Sean Leonard, and Chris Temple | |
| 2014 | The Book of Life                               | Jorge Gutierrez                               | |
| 2014 | East LA Interchange                            | Betsy Kalin                                   | Música addicional |
| 2015 | Dope                                           | Rick Famuyiwa                                 | Nominació — Premi Black Reel a la millor música original |
| 2016 | Shovel Buddies                                 | Adam Townley Simon Atkinson                   | |
| 2017 | Coco                                           | Lee Unkrich                                   | Partitura composta per Michael Giacchino Música addicional i escriptura de cançons amb Adrian Molina i Michael Giacchino Premi Annie per a música en producció audiovisual (Compartit amb Michael Giancchino, Kristen Anderson-Lopez, Robert López, i Adrian Molina)                        |
| 2017 | Walk with Me: On The Road With Thich Nhat Hanh | Marc Francis, Max Pugh                        | |
| 2017 | Coco VR Experience                             |                                               | |
| 2017 | Motiongate                                     | Steve Hickner & Gary Trousdale                | |
| 2018 | Tag                                            | Jeff Tomsic                                   | |
| 2018 | Public Disturbance                             | Danny Lee                                     | |
| 2018 | Kung Fu Panda: The Emperor's Quest             | Steve Hickner & Gary Trousdale                | |
| 2018 | Chiefs                                         | Zenta Fuentes                                 | Composta amb John Debney |
| 2018 | Life-Size 2                                    | Steven K. Tsuchida                            | |
| 2018 | Vida                                           | Various                                       | |
| 2019 | Epcot Center: The Music of Coco                |                                               | Productora musical, arranjadora i comissària |
| 2019 | Little                                         | Tina Gordon                                   | |
| 2019 | Someone Great                                  | Jennifer Kaytin Robinson                      | |
| 2019 | Dora and the Lost City of Gold                 | James Bobin                                   | Composta amb John Debney |
| 2019 | Curious George: Royal Monkey                   | Doug Murphy                                   | |
| 2019 | The Casagrandes                                | Miguel Puga Mike Nordstrom                    | Temes principals composts i escrits per Franco; Partitura composta per Jonathan Hylander |
| 2019 | The Loud House                                 | Michael Rubiner                               | Compositora i escriptora |
| 2020 | Work It                                        | Laura Terruso                                 | |
| 2020 | The Sleepover                                  | Trish Sie                                     | |
| 2020 | Curious George: Go West, Go Wild               | Michael LaBash                                | |
| 2020 | Kung Fu Panda Land of Awesomeness - Theme Park | Dean Orion                                    | |
| 2020 | Yearley Departed – TV Special                  | Linda Mendoza                                 | |
| 2021 | Encanto                                        | Byron Howard Jared Bush                       | Compositora Cançons escrites per Lin-Manuel Miranda Premi Annie a la millor música en una pel·lícula animada Premi Grammy a la millor música de producció audiovisual Nominació — Premi Academy a la millor partitura original Nominació — Premi Globus d'Or a la millor partitura original |
| 2022 | A Cloud Never Dies                             | Marc J. Francis and Max Pugh                  | |
| 2023 | The Mother                                     | Niki Caro                                     | |